# نادي النجم الأزرق
نادي النجم الأزرق، نادي كرة قدم سعودي ذا ملكية خاصة من منطقة حفر الباطن،  تأسس في 14/09/2022, شارك لأول مرة في موسم 2024-2023 في مصاف اندية دوري الدرجة الرابعة السعودي لكرة القدم وتأهل إلى دوري الدرجة الثالثة في موسم 2024-2025 بعد أن حصل على كأس بطولة المملكة لأندية الدرجة الرابعة .مراجع
1. ↑  "الاتحاد السعودي لكرة القدم". مؤرشف من الأصل في 2024-12-08. اطلع عليه بتاريخ 2024-10-24.